# Produkt polski

Znak „Produkt polski”

Produkt polski – urzędowe oznaczenie produktów spożywczych wytworzonych w Polsce z użyciem polskich surowców.

## Charakterystyka oznaczenia

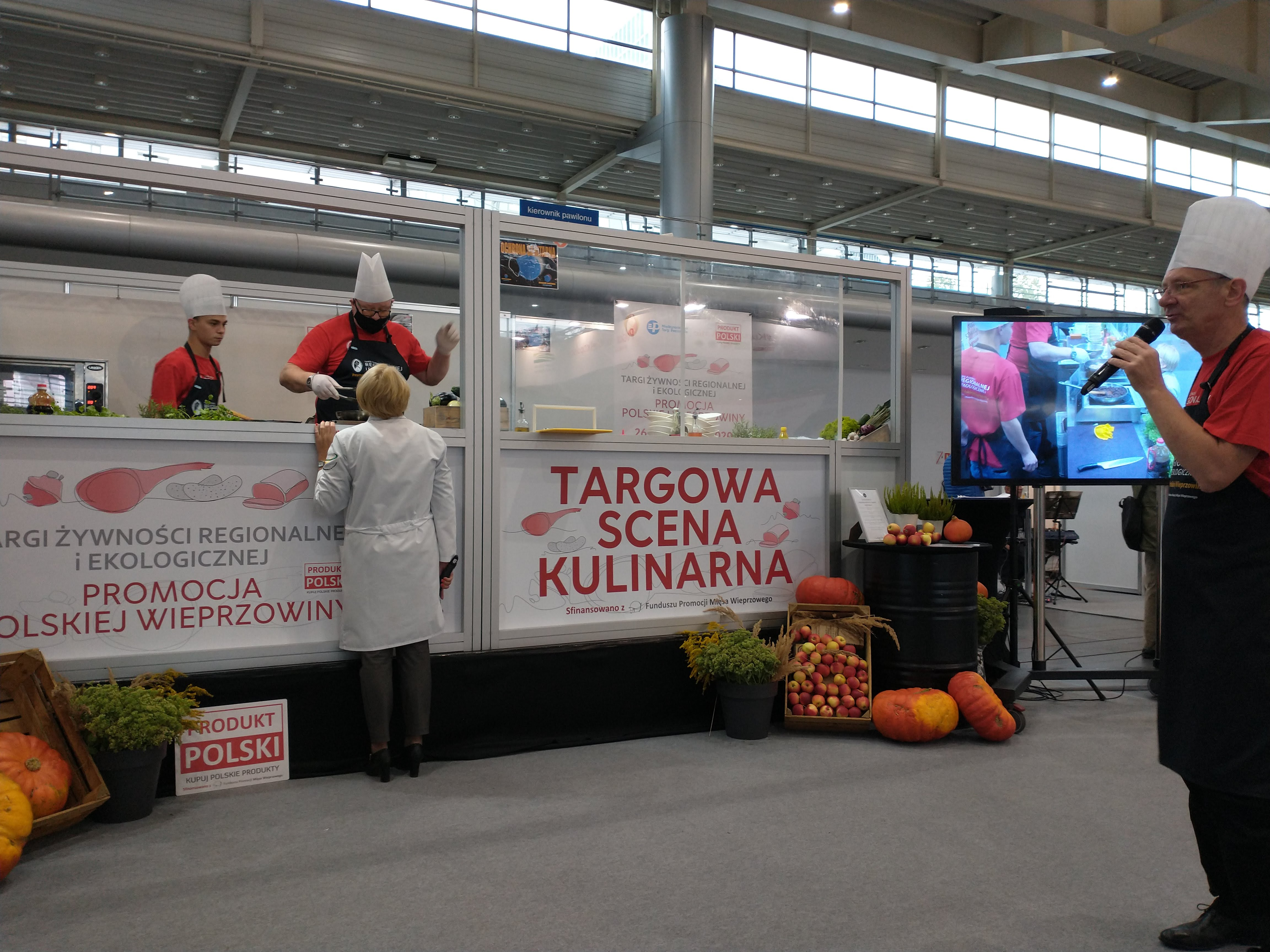
Promocja polskiej wieprzowiny na targach Smaki Regionów w Poznaniu (2020). U dołu po lewej widoczne oznaczenie Produkt polski

Znakowanie produktów oznaczeniem „Produkt polski” jest możliwe w związku z wejściem w życie zmian do Ustawy o jakości handlowej artykułów rolno-spożywczych (1 stycznia 2017). Celem wprowadzenia oznaczenia było zwiększenie popytu na artykuły polskie w Polsce oraz, co za tym idzie, zwiększenie ich sprzedaży. Ustawodawca chciał też ujednolicić przepisy w powyższym zakresie celem sprawniejszego promowania produktów polskich, a także uchronić polskich producentów przed ponoszeniem negatywnych konsekwencji z tytułu umieszczania tego oznaczenia na własnych towarach.
Dotąd oznaczanie polskich produktów było niejednolite. Umieszczano znaki o różnej formie i treści. Konsument nie miał żadnych gwarancji co do rzeczywiście polskiego pochodzenia oznaczanych produktów i mógł być wprowadzany w błąd. Obecnie umieszczanie oznaczenia odbywa się na zasadzie dobrowolności. Podstawowym wymogiem jest w tym wypadku wyprodukowanie produktu z surowców wytworzonych na terenie Polski. Umieszczenie oznaczenia na artykule rolno-spożywczym nieprzetworzonym jest możliwe, gdy produktu tego nie przetworzono, jednak mógł on zostać rozdzielony, podzielony, przecięty, pokrojony, pozbawiony kości, rozdrobniony, wygarbowany, oskórowany, skruszony, nacięty, wyczyszczony, pozbawiony łusek, zmielony, schłodzony, zamrożony (także głęboko) albo rozmrożony na terytorium Polski. Oznaczenie można umieszczać, jeśli produkcja, uprawa lub hodowla, w tym zbiór i dojenie odbyły się na terytorium Polski. Jeśli chodzi o mięso, to zwierzęta muszą być dodatkowo urodzone, chowane i ubite w Polsce. Inne produkty zwierzęce muszą być pozyskane od zwierząt hodowanych na terenie Polski.
W produktach przetworzonych dopuszcza się użycie produktów importowanych w ilości do 25% masy tych produktów, ale tylko pod warunkiem, że składniki te (np. przyprawy) nie są wytwarzane w Polsce. Dodatkowo przetwarzanie tych produktów musi się odbyć w Polsce, a składniki nieprzetworzone muszą spełniać warunki zawarte dla nich w przepisach, tak by również mogły być oznaczone znakiem „Produkt polski”. Z oznaczenia mogą korzystać firmy z kapitałem zagranicznym, ale ich produkty muszą spełniać wszystkie przesłanki zawarte w przepisach.

## Forma
Oznaczenie może być umieszczone w formie napisu „Produkt polski” lub specjalnego znaku graficznego będącego elementem rozporządzenia (czcionka Calibri Bold). Niezgodne oznaczenie produktów skutkować będzie sankcją prawną. Produkty ze starymi oznaczeniami będą mogły pozostawać w obiegu handlowym do końca 2017. Kontrolę w tym zakresie będzie sprawować Inspekcja Jakości Handlowej Artykułów Rolno-Spożywczych.

## Wątpliwości
Oznaczenie definiuje tylko kwestię produktu, nie pochodzenia firmy. A zatem zagraniczna firma w określonych przypadkach może używać oznaczenia „produkt Polski”, mimo że kapitał ma całkowicie zagraniczny.
Logo w aktualnej formie może zostać uznane przez instytucje Unii Europejskiej za niezgodne z regulacjami unijnymi, w tym za naruszające swobodę przepływu towarów.
Czcionka Calibri Bold użyta we wzorze oznaczenia pozostaje własnością amerykańskiej spółki Monotype Imaging Holdings i jest dystrybuowana z pakietem Microsoft Office. Nie zmienia tego fakt, że utwór w formie oznaczenia towarowego został wprowadzony rozporządzeniem i stał się znakiem urzędowym. W tej sytuacji bezpieczne dla producenta będzie jedynie kopiowanie znaku bezpośrednio z załącznika do rozporządzenia. Jeśli logotyp stworzy samodzielnie, będzie musiał dysponować stosowną licencją.